# Ніколаєв Іполит Володимирович
Іполит Володимирович Ніколаєв (23 травня 1870, Санкт-Петербург, Російська імперія — не раніше 1937, Данія) — українсько-російський архітектор і педагог, працював переважно у Києві, син Ніколаєва Володимира.

## Життєпис
Народився у Петербурзі 23 травня 1870 року, був старшим сином Володимира Ніколаєва, який пізніше став відомим київським архітектором.
Початкову освіту здобув у Київському реальному училищі.
Навчався в Імператорській Академії мистецтв у Петербурзі — здобув звання класного художника 2 класу, нагороджений малою та великою срібними медалями. Закінчив Академію у грудні 1892.
Вже у травні 1893 року призначений міським архітектором Києва; фактично почав виконувати ці обов'язки у 1892, ще будучи студентом, через тяжку хворобу попереднього міського архітектора Адольфа Геккера. Керував приватною забудовою у деяких районах Києва; складав проєкти та виконував будівництво за дорученням Міської думи. Зокрема, розробляв ескізи прикрас міста з нагоди відвідин царської родини у 1911 році. Був членом будівельної комісії з будівництва комплексу Київського політехнічного інституту.
Займався педагогічною діяльністю. Викладав у Київському художньому училищі.
З 1904 року керував архітектурним проектуванням і кресленням у КПІ. Служив архітектором Фундукліївської жіночої гімназії (1896–1897).
У 1913 році підготував збірник нормативних документів для будівництва у Києві.
Був одружений з данкою Єлизаветою (Ельзою) Генріксен. У листопаді 1917 року, через революцію, покинув посаду міського архітектора Києва та виїхав до Батьківщини дружини, опинився відрізаним від України наступними подіями. Надалі залишався у Данії, тримав фотографічний заклад. Останнє повідомлення про Іполіта (його лист брату Леоніду) датовано кінцем 1937 року.

## Нагороди
За час служби Іполіта нагороджено орденами Святого Станіслава III ступеня та Святої Анни III ступеня. Завдяки співпраці зі скульптором-італійцем Етторе Ксіменесом при спорудженні пам'ятника Олександру II у Києві нагороджений орденом Корони Італії.

## Творчість
На ранньому етапі своєї творчого шляху Іполіт перебував під впливом батька-архітектора. Особливо виразно це проявилося у єдиній побудованій ним сакральній православній будівлі, декорованій у «руському стилі». Для житлових і суспільних будівель використовував, головним чином, форми неоренесансу та «цегляного стилю». На початку XX століття Ніколаєв-молодший проявляв більшу свободу та різноманіття творчих прийомів. Опанував форми модернізованих неостилів.

### Окремі виконані проекти у Києві

#### Міські суспільні будівлі

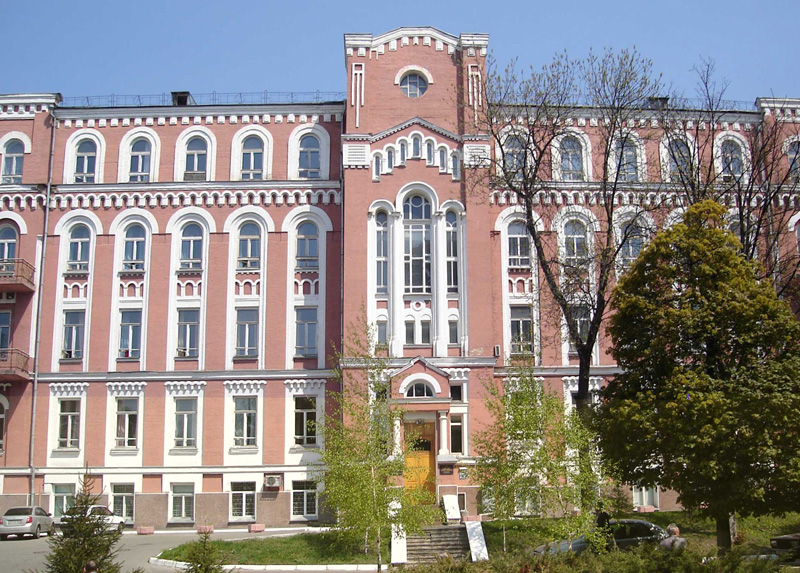
Колишній чоловічий терапевтичний та хірургічний корпус Олександрівської лікарні

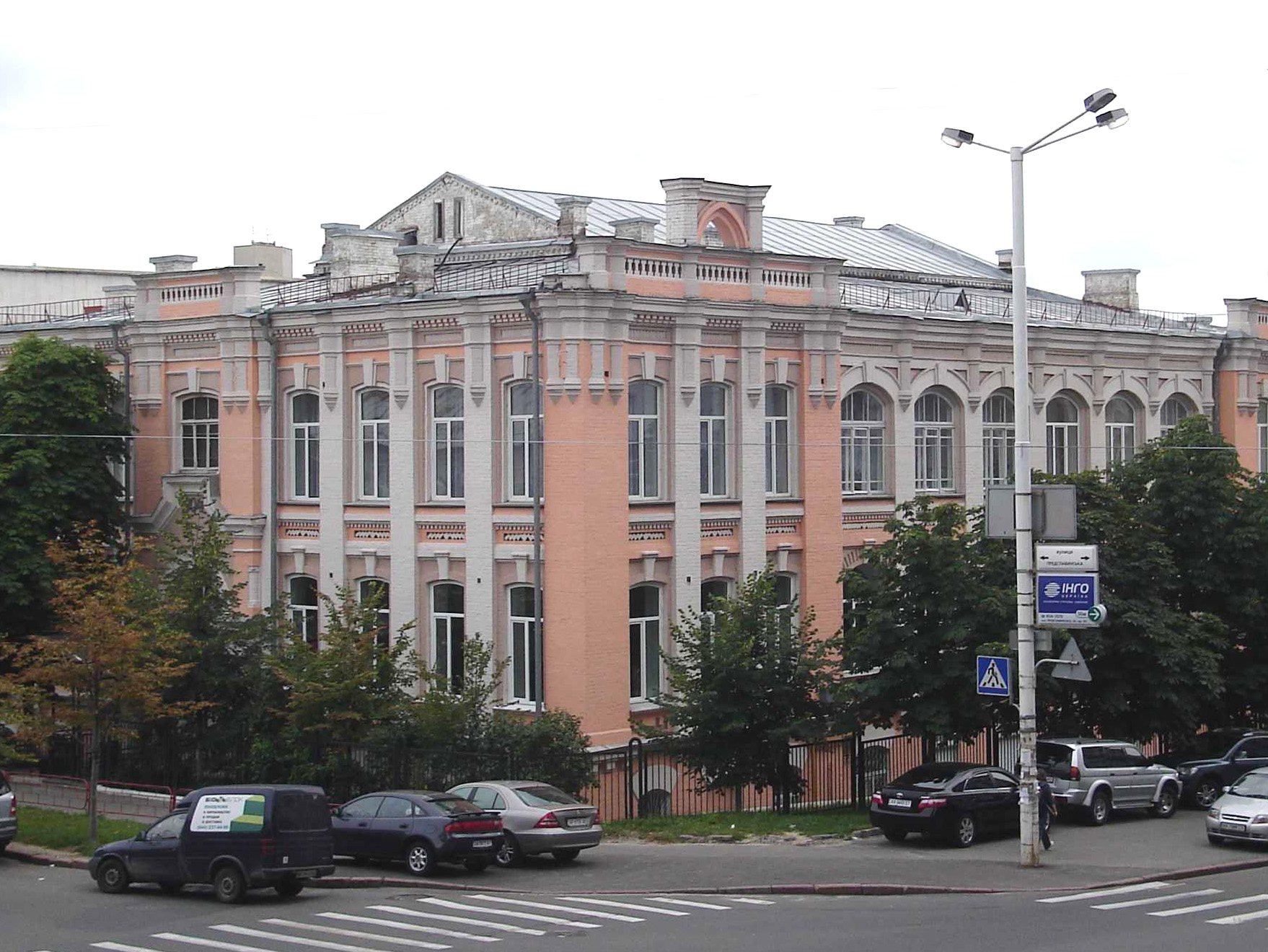
Колишня будівля міського училища імені М. В. Гоголя

- Корпуси Олександрівської міської лікарні (вул. Шовковична, 39/1): пологовий дім, 1893–1894 (проєкт за участі А. К. Геккера; будівля недобудована, тепер отоларингологичний центр); дорослий інфекційний корпус, 1897–1900 (у 2000–2010 на реконструкції); дитячий інфекційний корпус, 1900 (згодом лікарняна аптека); чоловічий терапевтичний та хірургічний корпус, 1914–1917 (будівництво за участі міського інженера С. Г. Смірнова, пізніше так і недобудований, нині урологічний центр).
- Міське початкове училище імені В. А. Жуковського, 1902–1904 (вул. Лук'янівська, 62; будівля реконструйована, нині центральний офіс ДАІ МВС України).
- Міське початкове училище імені М. В. Гоголя, 1902–1904 (вул. Предславинська, 30-а; нині школа-гімназія № 56).
- Будівля Лук'янівської поліційної дільниці, 1902 (вул. Січових Стрільців, 91; нині адміністративне приміщення).
- Будівля Бульварної поліційної дільниці, 1909 (вул. Жилянська; не збереглося).
- Міська санітарна станція зі службами, 1905–1909 (ріг вул. Володимира Винниченка та Некрасівської; будівля недобудована).
- Міська внутрішня митниця, 1910–1911 (вул. Жилянська; нині корпус заводу «Транссигнал»).
- 2-й міський театр, 1911–1912 (Петровська алея; капітальна театральна будівля поруч із розважальним комплексом «Шато-де-Флер», згорів у 1920).
- Спроєктував інтер'єр кінотеатру Шанцера на Хрещатику (1898 p.).

#### Сакральні будівлі

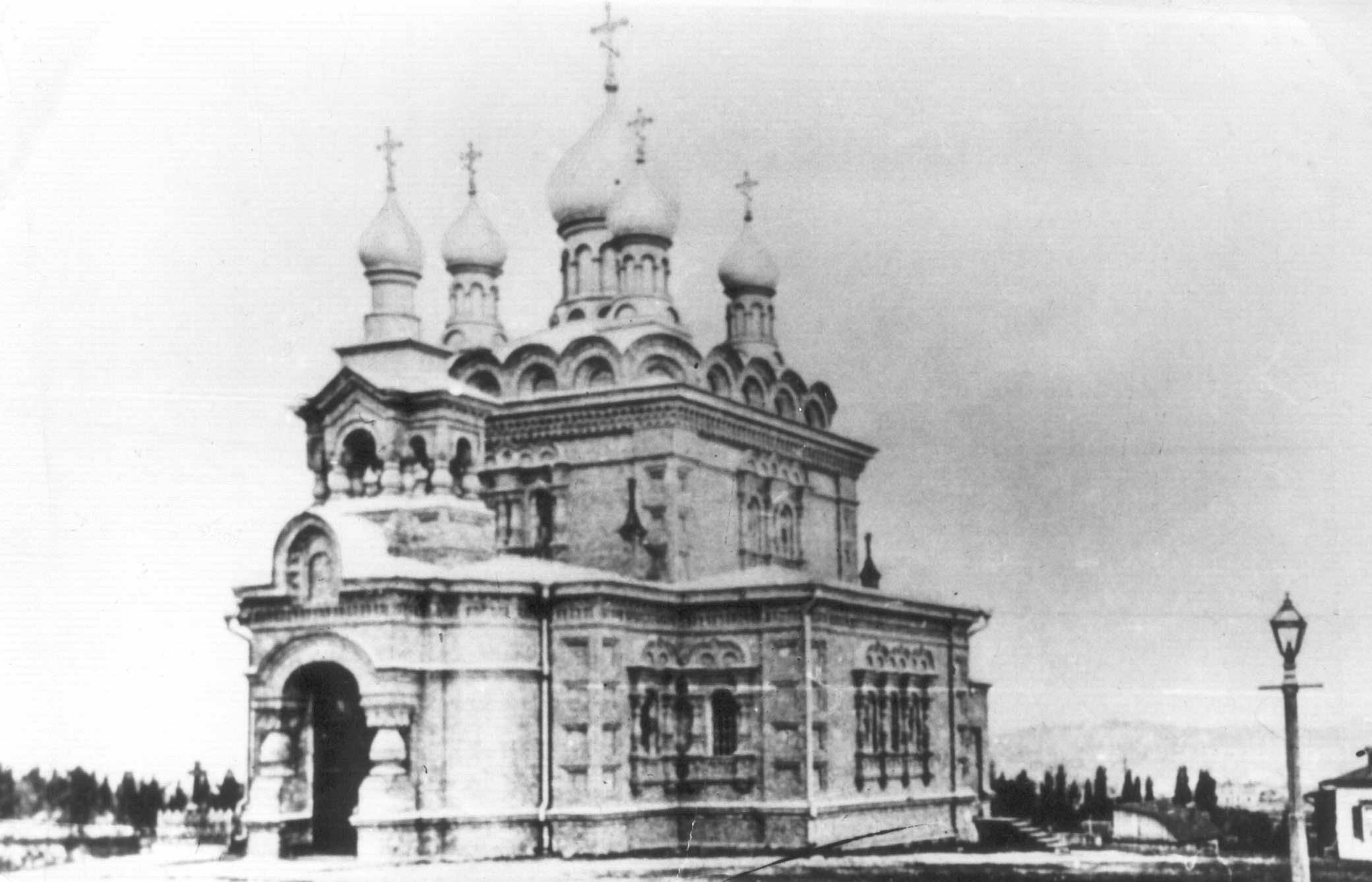
Покровська церква на Солом'янці. Фото кінця XIX ст.

- Покровська церква на Солом'янці. Храм для околиці Києва, побудований за ініціативою Міської думи у пам'ять митрополита Платона (Городецького), який помер на Покров 1891. Проект складено Іполітом Ніколаєвим у «руському стилі» у 1893, будівництво завершено у 1897. Згодом, у 1914, церква була розширена з прибудовою дзвіниці за проектом К. І. Сроковського. У радянські часи верхівки башт і дзвіниця були зруйновані, нині відбудовані.
- Синагога в садибі Я. Каплера (А. Терещенка), 1897 (вул. Ярославська, 17; не збереглася).

#### Житлові будівлі

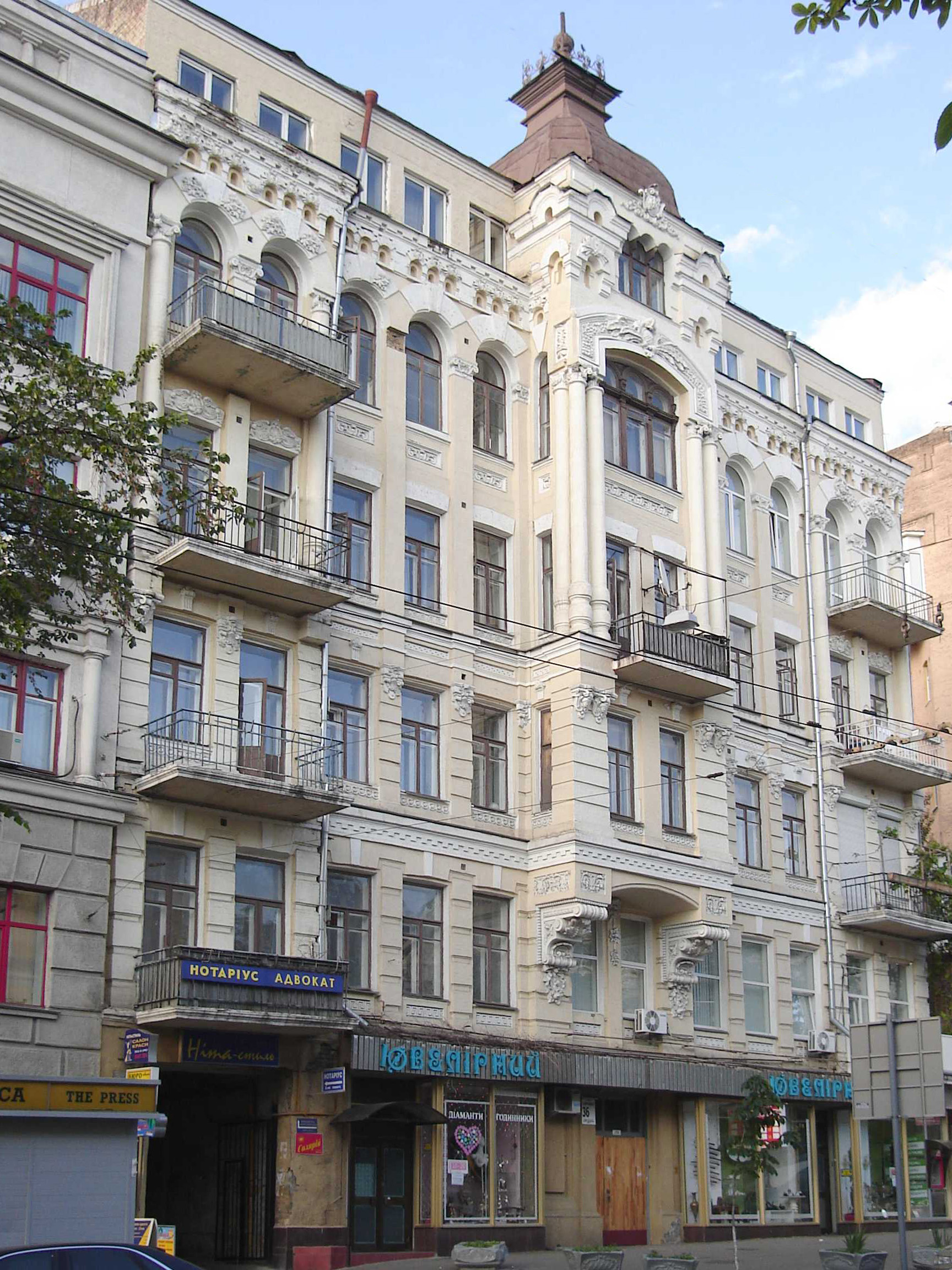
Колишній прибутковий дім Ф. Альошина по вул. Богдана Хмельницького, 36

- Житловий будинок на вул. Щекавицькій, 41 (1894 р., не зберігся);
- Прибутковий дім А. Терещенка, 1897 (вул. Костянтинівська, 22/17; оздоблений у «цегляному стилі», пізніше належав Я. Каплеру, у домі знаходився готель «Сіон»);
- Прибутковий дім Ф. Альошина, 1899 (вул. Богдана Хмельницького, 36; оздоблений у стилі неоренесансу, пізніше надобудований);
- Прибутковий комплекс А. Терещенка, 1900 (4-поверховий кутовий корпус і 3-поверховий флігель по вул. Нижній Вал, 37/20; оздоблений у «цегляному стилі»);
- Участь у будівництві багатоповерхового прибуткового будинку підрядника Л. Гінзбурга — «хмарочоса Гінзбурга» за проєктом А. Б. Мінкуса та Ф. А. Троупянського, 1910–1912 (вул. Інститутська, 16-18; будівля не збереглася);
- Прибутковий дім Бендерських, 1914 (вул. Велика Васильківська, 26; оздоблений у стилі модернізованого ампіру);
- Особняк М. Мерінга / М. Собанського на вул. Великій Житомирській, 28 (1893 p.);
- Прибутковий будинок М. Комарницької на вул. Великій Житомирській, 4 (1895 p.);
- Прибутковий будинок А. Терещенка на вул. Ярославській № 10 (1897 p.);
- Прибутковий будинок А. Терещенка на вул. Ярославській, 17 (1897 р., не зберігся);
- Прибутковий будинок на вул. Костянтинівській, 22 (1897 p.);
- Прибуткові будинки на вул. Малій Житомирській, 9, 9Б (1897 р.);
- Перебудова прибуткової лазні на спиртовий завод на вул. Ярославській, 57 (1897 р.);
- Прибутковий будинок Терещенків на вул. Ярославській, 19 (1898 p.);
- Прибутковий будинок М. Продаєвича на вул. Ярославській, 21-6 (кін. XIX ст.);
- Прибутковий будинок на вул. Фундуклеївській, 38 (1899 p.);
- Прибутковий будинок на вул. Оболонській, 37 (1899 p.);
- Прибутковий будинок на вул. Нижній Вал, 37 (1900 p.);
- Житловий будинок на вул. Воздвиженській, 13 (1900–1901 рр., співавтор М. Казанський, не зберігся);
- Прибутковий будинок на вул. Десятинній, 1/3 (1901 р.);
- Прибутковий дім А. Терещенка, 1902 (вул. В'ячеслава Липинського, 2/16; оздоблений у «цегляному стилі»).

#### Монументи
- Архітектурна частина пам'ятника Олександру II, скульптор Е. Ксіменес, 1911 (Європейська пл.; пам'ятник не зберігся).
- Архітектурна частина пам'ятника П. А. Столипіну, скульптор Е. Ксіменес, 1913 (знищений киянами у 1917 році, вул. Хрещатик — на місці сучасного Майдану Незалежності).